# Manuel Friedrich

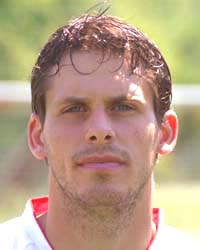
Manuel Friedrich

Manuel Friedrich, född 13 september 1979 i Bad Kreuznach, är en tysk före detta fotbollsspelare (försvarare). 
Friedrich representerade under sin karriär Mainz, Werder Bremen, Bayer Leverkusen, Borussia Dortmund och den indiska klubben Mumbai City. Han debuterade i det tyska landslaget 2006.